# Franzobel
Franzobel (pseudonyme pour Franz Stefan Griebl), né le 1er mars 1967  à Vöcklabruck, Haute-Autriche, est un écrivain autrichien.

## Biographie
Franzobel effectua des études d'allemand et d'histoire. Pendant les études il travailla au Burgtheater de Vienne. Depuis 1989 Franzobel travaille comme écrivain. Il vit à Vienne, Pichlwang et Buenos Aires.

## Prix littéraires
- 1994 : Wiener Werkstattpreis
- 1995 : prix Ingeborg Bachmann pour Die Krautflut
- 1997 : Wolfgang-Weyrauch-Förderpreis de la ville de Darmstadt
- 1998 : Prix littéraire de Cassel
- 2000 : Bert-Brecht-Medaille
- 2002 : Arthur-Schnitzler-Preis
- 2003 : Goldene Ehrennadel der Marktgemeinde Lenzing für kulturelle Verdienste
- 2005 : Nestroy-Theaterpreis pour la meilleure pièce
- 2005 : Nestroy-Theaterpreis prix spécial
- 2006 : Buch.Preis pour le roman Das Fest der Steine oder Die Wunderkammer der Exzentrik
- 2007 : Vöckla Award Prix spécial pour la culture
- 2017 : Prix Nicolas Born, Bayrischer Buchpreis pour le roman À ce point de folie

## Œuvre

### Livres
- Das öffentliche Ärgernis, prose. Klagenfurt : edition selene, 1993.
- Überin. Die Gosche, prose. Illustrations : Franzobel. Klagenfurt : edition selene, 1993.
- Elle und Speiche. Modelle der Liebe, poésie et prose. Vienne : Das Fröhliche Wohnzimmer, 1994.
- Ranken, prose. Ill.: Carla Degenhardt. Klagenfurt : edition selene, 1994.
- Hundshirn, prose. Ill.: Franzobel. Linz : Blattwerk, 1995.
- Die Krautflut, narration. Frankfurt/M.: Suhrkamp, 1995.
- Schinkensünden. Ein Katalog. Klagenfurt : Ritter, 1996.
- Unter Binsen. Graz : edition gegensätze, 1996.
- Linz. Eine Obsession. Munich/Berlin : Janus Press, 1996.
- Der Trottelkongreß. Commedia dell'pape, roman. Klagenfurt/Vienne : Ritter, 1998.
- Böselkraut und Ferdinand. Ein Bestseller von Karol Alois. Vienne : Zsolnay, 1998.
- Scala Santa oder Josefine Wurznbachers Höhepunkt, roman. Vienne : Zsolnay, 2000.
- Mayerling. Die österreichische Tragödie, théâtre. Vienne : Passagen, 2002.
- Lusthaus oder Die Schule der Gemeinheit, roman. Vienne : Zsolnay, 2002.
- Mundial. Gebete an den Fußballgott, essai, Graz, Vienne : Droschl, 2002.
- Scala Santa oder Josefine Wurzenbachers Höhepunkt, Piper 2002
- Austrian Psycho oder Der Rabiat Hödlmoser. Ein Trashroman in memoriam Franz Fuchs. Bibliothek der Provinz, 2002.
- Luna Park, poésie. Vienne : Zsolnay 2003.
- Das Fest der Steine oder Die Wunderkammer der Exzentrik. Vienne : Zsolnay 2005.
- Liebesgeschichte, roman. Vienne : Zsolnay 2007.
- Franzobels großer Fußballtest. Vienne : Picus 2008.
- Kreisky. Ein Stück zur Volkshilfe. Weitra : Verlag Bibliothek der Provinz 2008.
- Eine Farce vom Begehren. 1. Auflage. Vienne : Passagen 2008.
- Österreich ist schön, Ein Märchen. Vienne : Zsolnay 2009.
- Moser oder Die Passion des Wochenend-Wohnzimmergottes. Vienne : Passagen Verlag 2010.
- Faust. Der Wiener Teil. Ein Lustspiel. Vienne : Passagen Verlag 2012.
- Was die Männer so treiben, wenn die Frauen im Badezimmer sind. Vienne : Zsolnay 2012.
- Yedermann. Oder der Tod steht ihm gut. Vienne : Passagen Verlag 2013.
- Adpfent. Ein Kindlein brennt. Weitra : Verlag Bibliothek der Provinz 2013.
- Wiener Wunder. Kriminalroman. Vienne : Zsolnay 2014.
- Bad Hall Blues. Eine Oberösterreicherelegie. Linz : Kehrwasserverlag 2014.
- Metropolis oder Das große Weiche Herz der Bestie. Vienne : Passagen Verlag 2014.
- Othello oder Ein Schlechter von Hernals. Vienne : Passagen Verlag 2014.
- Hamlet oder Was ist hier die Frage? Vienne : Passagen Verlag 2015.
- Groschens Grab : Kriminalroman. Vienne : Paul Zsolnay Verlag 2015.
- Das Floß der Medusa, roman. Vienne : Paul Zsolnay Verlag 2017.
- Rechtswalzer, Kriminalroman. Vienne : Paul Zsolnay Verlag 2019.
- Die Eroberung Amerikas, roman. Vienne : Paul Zsolnay Verlag 2021.
- Heldenlieder, avec des illustrations de Ramona Schnekenburger. Vienne : édition Melos 2021.
- Die Zauberflöte. Nach dem Libretto von Emanuel Schikaneder ediert und mit wohltemperierten Frechheiten moduliert. Illustré par Petrus Akkordeon, Édition Melos, Vienne 2022,  (ISBN 978-3-9505384-2-7).
- Einsteins Hirn, roman, Zsolnay, Vienne 2023,  (ISBN 9783552073340).
- Einwürfe – Die besten Sportkolumnen, 2024.
- Hundert Wörter für Schnee, roman, Zsolnay, 2025  (ISBN 978-3-552-07543-6).

### Théâtre
- 1996 : Das Beuschelgeflecht
- 1997 : Kafka. Eine Komödie
- 1998 : Paradies
- 1998 : Nathans Dackel oder Die Geradebiegung der Ring-Parabel. Eine Lessingvollstreckung
- 1998 : Bibapoh
- 1998 : Der Ficus spricht. Minidrama für A, B, einen Volkssänger, ein Blumenmädchen und einen Gummibaum
- 1999 : Phettberg. Eine Hermes-Tragödie
- 1999 : Volksoper
- 2000 : Olympia. Eine Kärntner Zauberposse samt Striptease
- 2001 : Mayerling
- 2003 : Black Jack
- 2003 : Mozarts Vision
- 2004 : Flugangst
- 2005 : Hunt oder der totale Februar
- 2005 : Wir wollen den Messias jetzt oder die beschleunigte Familie
- 2006 : Hirschen
- 2007 : Z!pf oder die dunkle Seite des Mondes

### Œuvres publiées en français
Kafka comédie, traduit par Maurice Taszman, Publ. à l'occasion de la manifestation Du monde entier, Saint-Denis, Théâtre Gérard-Philipe, 22 juin-7 juillet 1998, Besançon, les Solitaires intempestifs, 71 pages.
À ce point de folie, d’après l’histoire du naufrage de « La Méduse » (ISBN 978-2-0814-2940-6), [Das Floss der « Medusa »ˈ], traduit par Olivier Mannoni, août 2018, Paris, Flammarion, 520 pages.
Toute une expédition : la vie héroïque du conquistador qui rêvait de gloire et de Californie (ISBN 978-2290380291) [Die Eroberung Amerikas], traduit par Olivier Mannoni, octobre 2024, Paris, J'ai lu, 672 pages.

## Littérature sur Franzobel
- Andreas Freinschlag : Kynisch-komische Chaosmologie. Eine literaturgeschichtliche Ahnenforschung zu Franzobels Roman 'Scala Santa'. Vienne: Edition Praesens 2005
- Martin A. Hainz : »die wirklichkeit bläht sich weiter auf und zerplatzt«. Zu Heimito von Doderer, Oswald Wiener und Franzobel. Dans: Weimarer Beiträge, No 50·4, 2004, p.539-558
- Notburga Leeb: Aspekte der Dialogizität in Franzobels 'Die Musenpresse'. Dissertation. Vienne: 2005
- Sibylla Haindl : Das Groteske als Strukturprinzip in Franzobels Roman 'Scala Santa oder Josefine Wurznbachers Höhepunkt'. Dissertation. Vienne: 2007 Lien à la dissertation
- Bettina Rabelhofer: Der Hunger nach Wahnsinn. Zur Subkultur des psychopathologischen Unterschlupfs: Franzobel, Soria, Hochgatterer. Dans : Friedbert Aspetsberger und Gerda E. Moser (Ed.): Leiden ... Genießen. Zu Lebensformen und -kulissen in der Gegenwartsliteratur. Innsbruck : StudienVerlag 2005, p. 164-182